# Turbonilla striatula
Turbonilla striatula är en snäckart. Turbonilla striatula ingår i släktet Turbonilla och familjen Pyramidellidae. Inga underarter finns listade i Catalogue of Life.